# Навагинське
Навагинське — село в Росії, на річці Пшиш.

## Загальна інформація
Розташоване на відстані 18 км від адміністративного центру Шаумянської сільської Ради Туапсинського району і за 58 км від Туапсе. Населення 400 осіб.

## Історія
Засноване у 1864 році як пост, Даховським загоном генерала Геймана. Назване на честь Навагинського піхотного полку, батальйон якого входив до складу Даховського загону. Станиця Навагинська числилася у складі 27-го кінного полку Кубанського козацького війська.

## Станція
Станція Навагинська Армавіро-Туапсинської залізниці, розташована за 3 км від села Навагинське, побудована у 1914 році.